# Mittelmeerspiele 2005/Teilnehmer (Malta)
| Goldmedaillen | Silbermedaillen | Bronzemedaillen |
| ------------- | --------------- | --------------- |
| —             | —               | 1               |

Malta wurde bei den Mittelmeerspielen 2005 in der spanischen Stadt Almería von drei Athletinnen und 26 Athleten in sieben Sportarten vertreten.

## Medaillen
Mit einer gewonnenen Bronzemedaille belegte das maltesische Team Platz 19 im Medaillenspiegel.

### Medaillengewinner
Bronze
- William Chetcuti: Doppeltrap

## Teilnehmer / Ergebnisse

### Frauen

#### Judo
- Marcon Bezzina, Leichtgewicht (bis 57 kg): Rang 7

#### Leichtathletik
- Carol Galea

- Halbmarathon, Platz 10

1:21:04 h

#### Schwimmen
- Angela Galea

### Männer

#### Fußball
- Andrei Agius, Edmund Agius, Matthew Bartolo, Steven Bezzina, David Camenzuli, Dyson Falzon, Clayton Failla, Paul Fenech, Ryan Fenech, Mark Gauci, Andrew Hogg, Josef Mifsud, Alex Muscat, Bernard Paris, Jonathan Pearson, Andrew Scerri, Kenneth Spiteri und Joel Sammut Vasquez

- Gruppe B, Rang 3, nicht für das Viertelfinale qualifiziert

23. Juni, Estadio Municipal Santo Domingo in El Ejido: Spanien – Malta 2:0 (0:0)
27. Juni, Estadio Municipal Santo Domingo in El Ejido: Türkei – Malta 5:0 (0:0)

#### Golf
- Andrew Borg

#### Leichtathletik
- Mario Bonello

- 200 Meter – Platz 13, nicht für das Finale qualifiziert

Vorlauf 2 von 2: 21,92 s – Rang 6
- 4-mal-100-Meter-Staffel, Platz 7

41,63 s
- Rachid Chouhal

- 4-mal-100-Meter-Staffel, Platz 7

41,63 s
- Weitsprung, Platz 15

x / 7,22 m / 5,23 m
- Darren Gilford

- 100 Meter – Platz 15, nicht für das Finale qualifiziert

Vorlauf 2 von 3: 10,88 s – Rang 5
- 4-mal-100-Meter-Staffel, Platz 7

41,63 s
- Jeandre Mallia

- 100 Meter – Platz 16, nicht für das Finale qualifiziert

Vorlauf 1 von 3: 11,17 s – Rang 6
- 4-mal-100-Meter-Staffel, Platz 7

41,63 s

#### Ringen
- Abraham Vassallo, Mittelgewicht (bis 84 kg): Platz 5

#### Sportschießen
- William Chetcuti, Doppeltrap: 180 Punkte,
- Emmanuel Grima